# Justice League Dark: Apokolips War
Série DCAMU
Wonder Woman: Bloodlines
(2019)
Pour plus de détails, voir Fiche technique et Distribution.
Justice League Dark: Apokolips War est un film d'animation américain réalisé par Matt Peters et Christina Sotta, sorti directement en vidéo en 2020, 39e film de la collection DC Universe Animated Original Movies.
Le film met fin à la série DC Animated Movie Universe (DCAMU) commencée en 2013 avec La Ligue des justiciers : Le Paradoxe Flashpoint, basée sur la continuité The New 52 et rassemble la Ligue des justiciers, la Ligue des ténèbres, la Suicide Squad et les Teen Titans contre les forces de Darkseid.
Le court-métrage Constantine: The House of Mystery sorti en mai 2022 et qui met en avant le personnage éponyme, se déroule dans la même continuité scénaristique, peu de temps après les événements du film.

## Synopsis
La Ligue des Justiciers — récemment rejointe par Lex Luthor, John Constantine et sa compagne Zatanna — apprenant que Darkseid s'apprête à envahir la Terre, prépare une attaque préventive directement contre Apokolips et son maître, tandis que les Teen Titans restent sur Terre pour la protéger. Cependant Darkseid, par le biais de Cyborg, a accès aux plans d'attaque. À leur arrivée sur Apokolips, les membres de la Ligue découvrent que Darkseid les attendait et plusieurs d'entre eux sont tués par des "Paradooms", des hybrides génétiques de Paradémons et de Doomsday, tandis que Constantine, devant la véritable boucherie qui a lieu et après la mort brutalement sauvage de Zatanna, s'enfuit. Deux ans plus tard, la Terre est, via Lex Luthor, sous le joug de Darkseid, qui a l'intention de la vider de son magma pour alimenter son monde et de poursuivre sa conquête globale de l'univers en s'en prenant au Corps des Green Lantern. Entretemps, Superman, Lois Lane et Raven tentent de réunir les ultimes forces qui restent afin de tenter une mission-suicide pour libérer l'univers de la menace de Darkseid. Dans ce but, ils vont faire appel à la Ligue des Assassins, à la Suicide Squad et à John Constantine, qui voit là sa dernière chance de rédemption.

## Fiche technique
- Titre original : Justice League Dark: Apokolips War
- Réalisation : Matt Peters et Christina Sotta
- Scénario : Mairghread Scott et Ernie Altbacker, d'après les personnages de DC Comics
- Musique : Frederik Wiedmann
- Direction artistique du doublage original : Wes Gleason
- Montage : Christopher D. Lozinski
- Animation : Tiger Animation
- Production : Amy McKenna
  - Production déléguée : Sam Register et James Tucker
  - Coproduction : James Krieg
- Sociétés de production : Warner Bros. Animation et DC Entertainment
- Société de distribution : Warner Bros. Home Entertainment
- Pays de production :  États-Unis
- Langue originale : anglais
- Format : couleur
- Genre : animation, super-héros
- Durée : 90 minutes
- Dates de sortie :
  - États-Unis : 5 mai 2020 (VOD), 19 mai 2020 (DVD/Blu-ray)
  - France : 24 juin 2020
- Classification :
  - États-Unis : R (interdit -17 ans)
  - France : Accord parental[4]

 Sauf indication contraire, les informations mentionnées dans cette section peuvent être confirmées par la base de données cinématographiques IMDb,  présente dans la section « Liens externes ».

## Distribution

### Voix originales
- Matt Ryan : John Constantine
- Jerry O'Connell : Superman
- Jason O'Mara : Batman
- Camilla Luddington : Zatanna
- Tony Todd : Darkseid
- Rosario Dawson : Wonder Woman
- Christopher Gorham : Barry Allen / Flash
- Shemar Moore : Victor Stone / Cyborg
- Taissa Farmiga : Raven
- Stuart Allan : Damian Wayne / Robin
- Ray Chase : Etrigan
- Rainn Wilson : Lex Luthor
- Rebecca Romijn : Lois Lane
- Hynden Walch : Harley Quinn
- Liam McIntyre : Captain Boomerang
- John DiMaggio : King Shark, Trigon
- Sachie Alessio : Lady Shiva
- Roger R. Cross : John Stewart / Green Lantern, Swamp Thing

### Voix françaises
- Axel Kiener : John Constantine
- Adrien Antoine : Superman
- Emmanuel Jacomy : Batman
- Nathalie Gazdik : Zatanna
- Bruno Dubernat : Darkseid
- Delphine Braillon : Wonder Woman
- Christophe Lemoine : Barry Allen / Flash
- Daniel Njo Lobé : Victor Stone / Cyborg
- Karine Foviau : Raven
- Gabriel Bismuth : Damian Wayne / Robin
- Jean-Marc Galera : Etrigan
- Paul Borne : Lex Luthor
- Véronique Augereau : Lois Lane
- Kelvine Dumour : Harley Quinn
- Frédéric Souterelle : Captain Boomerang
- Pierre Margot : King Shark
- Nicolas Justamon : Trigon
- Olivia Luccioni : Lady Shiva
- Grégory Kristoforoff : John Stewart / Green Lantern
- Saïd Amadis : Swamp Thing

Société de doublage VF : Deluxe, adaptation VF : Michel Berdah, direction artistique VF : Audrey Sablé
 Source : voix originales et françaises sur Latourdesheros.com.

## Production
Le film est annoncé au San Diego Comic-Con le 20 juillet 2019.
Le court-métrage DC Showcase: Adam Strange, centré sur le personnage d'Adam Strange, est présent en bonus sur les DVD et Blu-ray du film.

## Accueil critique
Sur SensCritique, le film reçoit la note moyenne de 6,7⁄10. Sur le site de recensement de critiques Rotten Tomatoes, le film obtient une note d'approbation de 100% sur la base de 18 critiques, avec une note moyenne de 7,50⁄10.